# Pierre Rocher
Pierre Rocher, né le 29 octobre 1898 à Alençon et mort le 22 mai 1963 à Nice, est un scénariste français.

## Filmographie partielle
- 1936 : Jenny
- 1939 : La Brigade sauvage
- 1942 : Feu sacré
- 1943 : Une femme dans la nuit
- 1945 : La Vie de Bohème
- 1949 : Vire-vent

## Théâtre
Adaptation
- 1946 : L’Homme qui se donnait la comédie d’Emlyn Williams, mise en scène Jacques Valois, théâtre de l'Humour

Auteur
- 1946 : Vire-vent, mise en scène André Certes, théâtre Moncey, novembre
- 1947 : Le Vent qui vient de loin, théâtre Daunou